# Shelburne Museum
Das Shelburne Museum ist ein 1947 gegründetes Kunstgewerbe-, Kunst- und Freilichtmuseum in Shelburne im US-Bundesstaat Vermont 19 km südlich von Burlington am U.S. Highway 7.

Édouard Manet: Stillleben mit Lachs, Shelburne Museum

Die Ausstellung bzw. Sammlung geht auf die lebenslangen Bestrebungen von Electra Havemeyer Webb (1889–1960) zurück, die insgesamt 37 historische Gebäude hier „zusammenlegen“ ließ als Platz für ein „normales“ Kunstmuseum und den Ort für ein historisch orientiertes Freilichtmuseum, in dem auch ca. 80.000 Kunstgewerbegegenstände, insbesondere Quilts, präsentiert werden. Daneben gibt es eine Ausstellung von über 240 Kutschen.
Hier finden sich alle möglichen Baustile Vermonts, wie zum Beispiel das Colchester Reef Lighthouse von 1871 mit ungewöhnliche Mansarddach, eine sehr seltene Rundscheune von 1901 und der Raddampfer Ticonderoga von 1906.
Im Museum wird amerikanische Malerei des 19. und 20. Jahrhunderts ausgestellt (Erastus Salisbury Field, Winslow Homer, Grandma Moses).
Im Electra Havemeyer Webb Memorial Building ist die New Yorker Wohnung der Museumsgründerin im Stil der 1930er-Jahre wiedererrichtet worden. In den 6 Räumen sind bedeutende Gemälde von Rembrandt, Édouard Manet, Degas, Monet, Gustave Courbet, Jean-Baptiste Camille Corot und Daubigny ausgestellt.